# Chaerilus tricostatus
Espèce
Chaerilus tricostatus est une espèce de scorpions de la famille des Chaerilidae.

## Distribution
Cette espèce est endémique d'Inde,. Elle se rencontre au Meghalaya, en Assam et en Arunachal Pradesh.

## Description
L'holotype mesure 48 mm.
Chaerilus tricostatus mesure de 48 à 52,1 mm.

## Publication originale
- Pocock, 1899 : Descriptions of six new species of scorpions from India. Journal of the Bombay Natural History Society, vol. 12, p. 262–268 (texte intégral).